# Guallatiri
Guallatiri är en av de mest aktiva vulkanerna i norra Chile. Den ligger precis väster om gränsen till Bolivia och sydväst om Nevados de Quimsachata. Guallatiri är en symmetrisk, 6 071 meter hög isklädd stratovulkan.